# Kameanka, Novomîkolaiivka
Kameanka (în ucraineană Кам`янка) este un sat în comuna Sofiivka din raionul Novomîkolaiivka, regiunea Zaporijjea, Ucraina.

## Demografie
Componența lingvistică a localității Kameanka
     Ucraineană (96%)
Conform recensământului din 2001, majoritatea populației localității Kameanka era vorbitoare de ucraineană (96%), existând în minoritate și vorbitori de alte limbi.